# Roy Rowland
Roy Rowland (* 30. Dezember 1902 in New York, USA; † 29. Juni 1995, Laguna Hills, Orange County, Kalifornien) war ein US-amerikanischer Filmregisseur.

## Leben
Rowland hatte einige Semester Jura studiert, ehe er zu Beginn der 30er Jahre eine Anstellung beim Film in der Drehbuchabteilung fand. 1931/32 assistierte er dem Regisseur W. S. van Dyke bei Tarzan, der Affenmensch und drehte 1934 ohne Namensnennung mehrere Szenen von Richard Boleslawskis und Allan Dwans Die Löwen von Hollywood (Hollywood Party). Von 1936 an war Rowland als Kurzfilmregisseur für die MGM (unter anderem bei den Crime Does Not Pay- und Pete Smith-Serien) und für die Armee tätig. 
1943 debütierte Roy Rowland als Regisseur abendfüllender Spielfilme. Seine Inszenierungen waren routinierte Unterhaltung ohne künstlerische Ambitionen. Er drehte musikalische Romanzen und Western, Kriminalfilme und Lustspiele mit Slapstick-Anleihen, gefühlige Melodramen und Musicals. Seine interessanteste und ungewöhnlichste Inszenierung war die Gruselfantasie Die 5000 Finger des Dr. T. Seit den ausgehenden 50er Jahren war Roy Rowland primär in europäischen (spanischen, italienischen und britischen) Ateliers tätig. Seine letzte alleinige Inszenierung war der 1964 in Spanien gedrehte Eurowestern Sie nannten ihn Gringo mit Götz George, Alexandra Stewart und Helmut Schmid in den Hauptrollen.
Mitte der 60er Jahre beteiligte er sich ohne namentlich genannt zu werden an den US-Versionen zweier Piratenfilme, Unter der Flagge des Tigers (El tigre de los siete mares) und Donner über dem Indischen Ozean (Tormenta sobre el Pacifico), mit Gérard Barray in der Hauptrolle. Nach der Produktionsleitung zu Fahr zur Hölle, Gringo zog sich Rowland ins Privatleben zurück.

## Filmografie (Auswahl)
- 1934: Hollywood Party
- 1936: Sunkist Stars at Palm Springs (Kurzfilm)
- 1937: Cinema Circus (Kurzfilm)
- 1937: Song of Revolt (Kurzfilm)
- 1937: A Night at the Movies (Kurzfilm)
- 1938: An Evening Alone (Kurzfilm)
- 1938: How to Read (Kurzfilm)
- 1939: Dark Magic (Kurzfilm)
- 1939: Home Early (Kurzfilm)
- 1940: Jack Pot (Kurzfilm)
- 1940: Please Answer (Kurzdokumentarfilm)
- 1941: Sucker List (Kurzfilm)
- 1943: A Stranger in Town
- 1943: Der kleine Engel (Lost Angel)
- 1945: Frühling des Lebens (Our Vine Have Tender Grapes)
- 1946: Boys’ Ranch
- 1947: The Romance of Rosy Ridge
- 1947: Killer McCoy
- 1948: Tenth Avenue Angel
- 1949: Sumpf des Verbrechens (Scene of the Crime)
- 1950: Blutiger Staub (The Outriders)
- 1950: Einmal eine Dame sein (Two Weeks With Love)
- 1951: Gib Gas, Joe! (Excuse My Dust)
- 1952: Die schwarzen Reiter von Dakota (Bugles in the Afternoon)
- 1953: Die 5000 Finger des Dr. T. (The 5,000 Fingers of Dr. T.)
- 1953: Ein Mann ohne Bedeutung (Affair With a Stranger)
- 1953: The Moonlighter
- 1954: Zeugin des Mordes (Witness to Murder)
- 1954: Heißes Pflaster (Rogue Cop)
- 1955: Ein Mann liebt gefährlich (Many Rivers to Cross)
- 1955: In Frisco vor Anker (Hit the Deck)
- 1956: Viva Las Vegas (Meet Me in Las Vegas)
- 1956: Das Herz eines Millionärs (These Wilder Years)
- 1957: Tödlicher Skandal (Slander)
- 1957: Schlucht des Verderbens (Gun Glory)
- 1957: Arrivederci Roma (The Seven Hills of Rome)
- 1959–1960: Wyatt Earp greift ein (The Life and Legend of Wyatt Earp, Fernsehserie, 39 Episoden)
- 1963: Der Killer wird gekillt (The Girl Hunters) (auch Drehbuchmitarbeit)
- 1964: Pulverdampf in Casa Grande (Gunfighters of Casa Grande)
- 1965: Sie nannten ihn Gringo
- 1966: Unter der Flagge des Tigers (El tigre de los siete mares)
- 1966: Donner über dem Indischen Ozean (Tormenta sobre el Pacífico)
- 1969: Fahr zur Hölle, Gringo (nur Produktionsleitung)